# Die Grammatik der Liebe

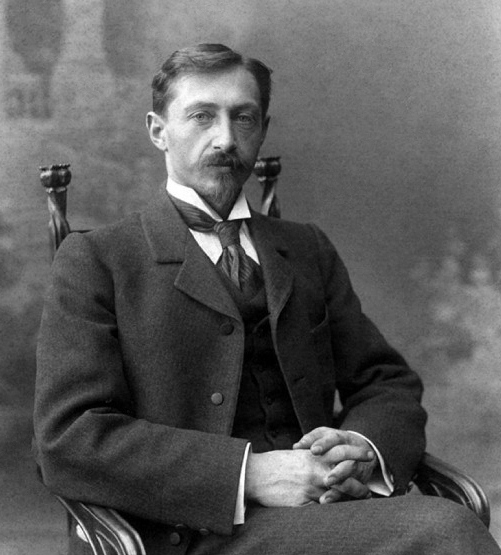
Iwan Bunin im Jahr 1901 auf einem Foto von Maxim Dmitrijew

Die Grammatik der Liebe (russisch Грамматика любви, Grammatika ljubwi) ist eine Kurzgeschichte des russischen Nobelpreisträgers für Literatur Iwan Bunin, die im Februar 1915 in dem Moskauer Almanach Klitsch erschien.
Die Bibliothek des verstorbenen Gutsbesitzers Chwoschtschinskij enthält ein Exemplar von Hippolyte-Jules Demolières Grammatik der Liebe.

## Inhalt
Als Herr Iwlew an einem warmen Junitag auf einer Kutschfahrt jene entlegene Gegenden seines Heimat-Landkreises wiedersehen möchte, die er in jungen Jahren durchritten hatte, wird er schließlich von einem Gewitter überrascht. Die Pferde brauchen eine Pause. Also wird auf dem Landgut Chwoschtschinskoje gehalten. Iwlew, der vor dem jungen Gutsherrn Chwoschtschinskij seinen Besuch motivieren möchte, gibt Interesse am Kauf der Bibliothek des im letzten Winter verstorbenen alten Chwoschtschinskij vor. Der junge Chwoschtschinskij, der anscheinend ein Geschäft wittert, ist nicht abgeneigt und gestattet dem durchnässten Besucher Zugang zur väterlichen Bibliothek.
Es heißt, der alte Gutsbesitzer Chwoschtschinskij, „ein Mann von seltenen Geistesgaben“, sei zu Lebzeiten in sein eigentlich nicht sehr hübsches Dienstmädchen Luschka verliebt gewesen. Nachdem das Mädchen jung verstorben war – man munkelt, Luschka habe sich in einem Iwlew bekannten Teich ertränkt – habe der alte Chwoschtschinskij über zwanzig Jahre auf dem Bett der Verstorbenen gesessen.
Als Iwlew, in Beaugenscheinigung der Bibliothek versunken, auf die Geistesgestörtheit des alten Chwoschtschinskij behutsam hinweist, muss der Sohn widersprechen. Der Vater habe in seinen letzten Jahren sich lediglich ganz von der Welt zurückgezogen und in seiner Bibliothek immerzu gelesen. Die Bibliothek erweist sich als überschaubar; sie ist in zwei Bücherschränkchen aus Birke untergebracht. Bevor Iwlew das titelgebende, äußerlich einem Gebetbuch ähnelnde Büchlein durchblättert, darf er eine Schatulle öffnen. Darin liegt eine primitive Halskette mit hellblauen Kügelchen. Iwlew erregt sich bei der Betrachtung des einfachen Schmuckes über die Maßen. Während der junge Chwoschtschinskij abwiegelt – das sei nur Schmuck von seiner verstorbenen Mutter –, redet der Erzähler später von Luschkas Kette. Als sich Iwlew endlich dem Büchlein widmet, wirft der junge Chwoschtschinskij ein, das sei unverkäuflich. Iwlew erwirbt es als einziges Buch aus der Bibliothek zu einem hohen Preis. Auf die letzte Seite des Büchleins hat der alte Chwoschtschinskij eigenhändig einen Vierzeiler eingetragen, in dem er den Nachfahren die Aussage des Büchleins ans Herz legt. Für den Verstorbenen war, so hatte er gedichtet, die Erinnerung an die Liebe so süß gewesen.

## Adaption
- 1988 Sowjetunion, 5. Kanal[7] des Leningrader Fernsehens: Der TV-Spielfilm Die Grammatik der Liebe[8] von Lew Zuzulkowski[9] mit Anna Dubrowskaja[10] und Wassili Mischtschenko[11] enthält unter anderen Motive aus Bunins Text.

## Rezeption
Borowsky  schreibt 1995, Bunin sänge „das Hohelied der Liebestreue bis über den Tod hinaus“. Borowsky hebt  die Stimmigkeit des schmalen Textes in allen seinen Nuancen hervor und merkt an, der Autor des Buches „Grammatik der Liebe oder die Kunst, zu lieben und wiedergeliebt zu werden“ sei erst im Jahr 1979 identifiziert worden.

## Deutschsprachige Ausgaben
Verwendete Ausgabe
- Die Grammatik der Liebe. S. 29–41 in: Iwan Bunin: Der Sonnenstich. Erzählungen. Übersetzt und herausgegeben von Kay Borowsky. 150 Seiten. Reclam, Stuttgart  1995 (RUB 9343), ISBN 3-15-009343-0